# Рудник Томак
Рудник Томак – колишнє гірничодобувне підприємство на заході Казахстану, яке провадило розробку уран-фосфоритового родовища Томак. 
Родовище виявили в 1958 році. Розробка велась відкритим способом через кар’єр №5, будівництво якого почалось у 1973-му, а офіційний запуск в експлуатацію припав на кінець 1970-х. 
В 1993-му на тлі припинення радянської ядерної програми та краху планової економіки розробка Томаку припинилась.
Організаційно розробка родовища Томак провадилась в межах Прикаспійського гірничо-металургійного комбінату.